# Galaxy Towers
Galaxy Towers, también conocido como Galaxy Towers Condominium Association o GTCA, son tres torres octogonales de 126 m de altura ubicadas en 7000 Kennedy East Boulevard en la esquina sureste de Guttenberg, Nueva Jersey, Estados Unidos, con vista al río Hudson. Fueron construidas en 1976 por una sociedad de Norman Belfer, un desarrollador de Long Island propietario de otro rascacielos en Guttenberg, y Prudential Insurance Company of America. Comenzó como un complejo de apartamentos de alquiler, pero se convirtió en condominios en 1980. Contiene una combinación de condominios, locales comerciales y de oficinas, incluidos 1075 apartamentos. El complejo de estilo brutalista fue diseñado por Gruzen & Partners y desarrollado por Prudential Insurance Company. Según el censo de 2010, una quinta parte de los residentes de Guttenberg vive en la Galaxia.

## Historia
El complejo está construido en Hudson Palisades, el antiguo sitio de White Brewery.
Las Galaxy Towers fueron construidas en 1976 por una sociedad de Norman Belfer, un desarrollador de Long Island propietario de otro rascacielos en Guttenberg, y Prudential Insurance Company of America. Las 1075 unidades residenciales de Galaxy Towers constan de tres torres de 44 pisos y dos estructuras conectadas de 16 pisos. La mayoría de los apartamentos del complejo ofrecen vistas despejadas del skyline de Manhattan, una característica realzada por la forma octogonal de los edificios y su configuración escalonada a lo largo del río.
Se decía que su ubicación en el río Hudson en Guttenberg era tanto su mayor ventaja como su mayor inconveniente. El hecho de que las Torres se hayan comparado con una ciudad autónoma dentro de un pueblo que tiene solo cuatro cuadras de largo ha preocupado a los propietarios del Galaxy desde el inicio del edificio. Su estado inusual dificultó el alquiler de unidades cuando eran simplemente apartamentos, y luego venderlos después de que se aprobó la conversión a condominios en 1980. Debido a que Galaxy comenzó como un proyecto de alquiler que posteriormente se convirtió en propiedad de condominios, Galaxy ha tenido el problema de mercadeo de los inquilinos que optaron por no comprar sus apartamentos, pero cuya ocupación dificulta su venta al público. Además, los ambientalistas se opusieron a su construcción porque borraron las vistas de Hudson Palisades, que consideraban un recurso valioso. Los 3,3 millones de dólares de las torres en impuestos inmobiliarios superan en más de 1 millón de dólares lo que Guttenberg recauda del resto de la propiedad en la ciudad. En noviembre de 2011, una quinta parte de la población de la ciudad vive en las Torres, aunque el reportero Stephen LaMarca declaró incorrectamente en el Hudson Reporter que "la mayoría" de la población de la ciudad vive en las torres.
Durante los primeros años que estuvo abierto el Galaxy, sus 57 modelos diferentes de apartamentos, cada uno con un plano de forma extraña dictado por su ubicación en la colmena de su torre, se alquilaron por un promedio de 800 dólares. Sin embargo, no había un mercado suficiente para apartamentos de lujo en Guttenberg y, en 1979, se habían alquilado menos de la mitad de las dos primeras torres. El interior de la tercera torre, la última en construirse, no se había terminado y el edificio estaba vacío hasta que la demanda alcanzó a la oferta. Ese mismo año, Belfer disolvió su sociedad con Prudential, por diferencias entre ambos. Prudential se hizo cargo del complejo e hizo algunas mejoras, incluida la instalación de nuevas ventanas, la renovación del vestíbulo y los pasillos y la compra de una parcela de 17 acres de tierra frente al mar debajo del Galaxy que se había utilizado para el procesamiento y almacenamiento de aceite de maní. Los alquileres se reestructuraron entre 1979 y 1980, lo que resultó en un aumento de más de 300 inquilinos antes de que se aprobara en 1980 la conversión a propiedad en condominio.
Los primeros apartamentos se vendieron a los residentes en octubre de 1980. Las ventas se abrieron al público el siguiente enero. En julio de 1983, se vendieron casi 700 de las 1075 unidades, aproximadamente 150 de las cuales son alquileres ocupados por inquilinos que vivían allí antes de la conversión, el 70 % de los cuales se originaron en Manhattan. Entre las unidades que aún no se habían vendido en 1983 se encontraban las unidades más grandes y exclusivas del complejo, incluido un penthouse de 3 habitaciones de 545 000 dólares completamente decorado y amueblado, que salió a la venta ese año.
El acceso al Galaxy se realiza a través de un camino circular bordeado de árboles en Bulevar Este en la parte superior de Hudson Palisades. Las instalaciones recreativas incluyen dos piscinas, un gimnasio, un jacuzzi y saunas.
Galaxy Mall Plaza es un centro comercial de dos niveles ubicado debajo de los tres edificios en Bulevar Este. Además de una serie de diferentes tiendas y restaurantes, fue la ubicación de la sala de cine Galaxy TriPlex de 500 asientos, que se construyó en 1977 y cuyo estado operativo cambió varias veces durante el próximo trimestre. siglo. Cerró un año después de su apertura y permaneció sin uso durante una década, hasta que fue reabierto en 1987 por el propietario Nelson Page de Majestic Entertainment. Inicialmente no logró encontrar una audiencia devota, pero cuando se cambió a una casa de descuento, tuvo éxito. Sus casas se incrementaron a tres en 1989 y desarrolló una reputación de programación ecléctica a precios asequibles. Además de las funciones de estreno, The Galaxy presentó una serie regular de películas mudas. El Galaxy TriPlex fue la ubicación de un programa de próximas atracciones de cinco semanas presentado por el crítico de cine Jeffrey Lyons, y el Festival de Cine Black Maria anual. El teatro finalmente cerró en 2007. Fue uno de los tres teatros de Nelson que cerró por razones económicas, junto con The Valley View Cinemas en Wayne, Hudson Street Cinemas en Hoboken y Cedar Lane Cinemas en Teaneck. Se convirtió en espacio de oficinas.

### SigloXXI
El 27 de diciembre de 2014, un residente de Tower de 80 años estrelló accidentalmente su automóvil a través de un muro de hormigón en el piso 12 del estacionamiento del complejo, penetrando en un conducto de ventilación, donde el automóvil cayó siete pisos hasta el quinto piso. Debido a que el interior del hueco contiene ventiladores en cada piso para hacer circular el aire por todo el garaje, el automóvil golpeó cada ventilador durante su caída, lo que amortiguó su caída. El hombre salió del techo corredizo del auto, pero resbaló y quedó atrapado entre el auto y la pared del pozo. Llamó al 9-1-1 y esperó allí hasta que llegaron los servicios de emergencia. El departamento de bomberos usó herramientas hidráulicas de rescate para alejar el automóvil de la pared y liberar al hombre, quien fue llevado al Centro Médico de Jersey City para recibir tratamiento, aunque, en particular, no tenía heridas graves.
En la mañana del 2 de febrero de 2016, un técnico de reparación de ascensores de 44 años que trabajaba para Slade Elevator murió accidentalmente dentro del hueco de un ascensor de la Torre II mientras realizaba el mantenimiento mensual programado en ese ascensor. El trabajador se enredó entre la puerta del ascensor y la parte superior de la cabina del ascensor y fue arrastrado hacia arriba. Fue declarado muerto en el lugar. Si bien la Administración de Seguridad y Salud Ocupacional se embarcó en una investigación para determinar la causa oficial de la muerte del trabajador, la gerencia del edificio declaró públicamente que, si bien no había indicios de que esto fuera causado por un mal funcionamiento del ascensor, los ascensores serían operados en su totalidad por asistentes y sus funciones automáticas suspendidas, hasta que se pueda verificar su seguridad mediante inspección.
El 31 de julio de 2018, la Biblioteca de North Bergen abrió el Centro de Recursos Guttenberg dentro del Galaxy Towers Mall, para atender las necesidades de aquellos que no vivían cerca de ninguna de las otras sucursales de la Biblioteca de North Bergen. El Centro también tenía la intención de proporcionar un espacio atractivo para que los niños socializaran y un lugar de encuentro para las personas mayores, donde se ofrecerían servicios que incluyen clases de ESL, preparación para el examen de ciudadanía y asistencia profesional. Según el alcalde de North Bergen, Nicholas Sacco, y el director de la biblioteca de North Bergen, Sai Rao, la apertura representa la primera vez en Nueva Jersey que un municipio abre una sucursal de biblioteca en otro.

## En la cultura popular
En el documental Comic Store Heroes de National Geographic Channel de 2012, que sigue al personal y los clientes de Midtown Comics en Manhattan, el experto en precios de Midtown, Alex Rae, tiene la tarea de encontrar un cómic raro. Entre los lugares a los que lo lleva su búsqueda se encuentran Galaxy Towers, donde se consulta a un residente de Towers con una gran colección de cómics sobre si posee una copia del libro.